# Marilyn má černé oči
Marilyn má černé oči (v italském originále Marilyn ha gli occhi neri) je italský romantický komediálně-dramatický film z roku 2021, který natočil režisér Simone Godano a v němž si zahráli Stefano Accorsi a Miriam Leone.

## Obsazení
| Stefano Accorsi  | Diego        |
| Miriam Leone     | Clara Pagani |
| Thomas Trabacchi | Paris        |
| Mariano Pirrello | Sosia        |
| Orietta Notari   | Susanna      |
| Marco Messeri    | Aldo         |
| Andrea Di Casa   | Chip         |
| Ariella Reggio   | Adelaide     |
| Valentina Oteri  | Gina         |

## Vydání
Film měl premiéru na Mezinárodním filmovém festivalu v Bari v roce 2021 a do kin byl uveden 14. října 2021.

## Přijetí
Film získal cenu Globo d'oro za nejlepší komediální film. Za svůj výkon získal Stefano Accorsi ocenění Ciak D'Oro za nejlepší herecký výkon. Ústřední píseň „Nei tuoi occhi“, kterou napsali Andrea Farri a Francesca Michielin v podání Michelin, byla nominována na ceny David di Donatello a Nastro d'Argento jako nejlepší původní píseň.